# Philodendron dyscarpium
Philodendron dyscarpium là một loài thực vật có hoa trong họ Ráy (Araceae). Loài này được R.E.Schult. miêu tả khoa học đầu tiên năm 1963.